# Pascal Hérold
Pour les articles homonymes, voir Herold.
Pascal Hérold (né le 30 novembre 1949 à Neuilly-sur-Seine) est un navigateur, un réalisateur, scénariste et producteur de cinéma, et un homme d'affaires français. Il cultive du bambou et du CBD, en Bretagne,. 
Fondateur du groupe Duran Duboi, de Nadeo et du studio Hérold & Family, il est un skipper sur la route du Rhum en 1986 et président du défi français pour la Coupe de l'America de 1999 à 2009.

## Biographie

### Jeunesse
Né le 30 novembre 1949 à Neuilly-sur-Seine. Élève au collège Stanislas, au lycée Condorcet, au lycée Saint-Louis-de-Gonzague et au cours Pollès, il crée un groupe de rock avec Olivier de Funès à la batterie.

### Carrière
En 1974, il fonde avec sa femme le Laboratoire DUPON, laboratoire photographique professionnel. En 1984, il fonde avec Bernard Maltaverne et quelques amis la société DURAN, spécialisée dans le montage et les effets spéciaux pour la télévision. Dans les années qui suivront, DUBOI se spécialisera dans les effets spéciaux pour le cinéma. Il s'associe successivement à Pitof, Mike Birch, Tarek Ben Ammar et Jérôme Deschamps. Son nom est associé aux films : Jeanne d’Arc, Le Fabuleux Destin d’Amélie Poulain et Immortel. En 1997, Pascal Hérold est président du groupe DURAN-DUBOI, l'une des premières sociétés des industries techniques du cinéma et de la télévision. En 2005, il quitte le groupe pour fonder avec Catherine Macresy et sa fille Louise sa propre société de production cinématographique "Hérold & Family" et le Studio "Delacave". Il crée également la société de jeux vidéo NADEO, avec Florent Castelnerac, sa fille Adrienne Péchère et quelques passionnés. Le Studio NADEO connaîtra avec les jeux "Virtual Skipper"  et la saga "TrackMania" un très gros succès qui induira sa cession au groupe UBISOFT. Il produit trois longs-métrages pour le cinéma, et réalise deux films d'animation. 

### Route du Rhum
En 1986, il participe sur son trimaran "DUPON-DURAN" à sa première Route du Rhum. Il finit 8e et premier amateur. Il participera également aux Routes du Rhum de 1990 et de 1994. Pascal traversera une dizaine de fois l'Atlantique en solitaire sur ses "DUPON-DURAN" et son maxi monocoque "La Folie des Grinders". C'est pendant cette période qu'il assure la présidence l'Union Nationale de la Course au Large, avec Sylvie Viant à ses côtés puis en 1999 la présidence du Défi Français pour la coupe de l'America, associé à ses amis Xavier de Lesquen, Luc Gelusseau et Pierre Mas. En 2005, le Défi Français, racheté par des chinois devient le China Team. Il est recueilli par Pascal Hérold[source insuffisante].

## Filmographie
- 2007 : Made in Jamaica de Jérôme Laperrousaz (documentaire)
- 2009 : La Véritable Histoire du chat botté, de Jérôme Deschamps, Pascal Hérold et Macha Makeïeff
- 2012 : Cendrillon au Far West de Pascal Hérold